# S/2007 S 2
S/2007 S 2 ist einer der kleineren äußeren Monde des Planeten Saturn.

## Bahndaten
S/2007 S 2 umkreist Saturn auf einer retrograden exzentrischen Bahn in einem mittleren Abstand von 16.560.000 km in rund 793 Tagen. 
 Die Bahnexzentrizität beträgt 0,218, wobei die Bahn mit 177° gegen die Ekliptik geneigt ist.

## Entdeckung
Die Entdeckung von S/2007 S 2 durch Scott S. Sheppard, David C. Jewitt, Jan Kleyna und Brian G. Marsden auf Aufnahmen vom 18. Januar bis zum 19. April 2007 wurde am 1. Mai 2007 bekannt gegeben.

## Aufbau und physikalische Daten
S/2007 S 2 besitzt einen Durchmesser von etwa 6 km.